# كيت ريتشي
كيت ريتشي (بالإنجليزية: Kate Ritchie)‏ هي ممثلة أسترالية، ولدت في 14 أغسطس 1978 في غولبرن في أستراليا.

## أعمال

### مسلسلات
- ذهابا وإيابا

## وصلات خارجية
- كيت ريتشي على موقع IMDb (الإنجليزية)
- كيت ريتشي على موقع أول موفي (الإنجليزية)
- كيت ريتشي على موقع قاعدة بيانات الفيلم (الإنجليزية)